# Langues madang
Pour les articles homonymes, voir Madang (homonymie).
Les langues madang (ou langues madang-adelbert range) sont une famille de langues papoues parlées en Papouasie-Nouvelle-Guinée dans la province du même nom.

## Classification
Les langues madang sont rattachées par Malcolm Ross à la famille hypothétique des langues trans-nouvelle-guinée. William Foley estime que l'inclusion de ces langues dans l'ensemble trans-Nouvelle-Guinée est hautement probable.

## Liste des langues
Les langues madang regroupent plusieurs sous-familles de langues. Ross les regroupe ainsi :
- groupe adelbert range du Sud-korak-waskia
  - langues adelbert range du Sud
  - langues korak-waskia (langues kowanes)
- groupe côte de rai-kalam
  - langues de la côte de rai
  - langues kalam-kobon
- langues croisilles

Hammarström, Haspelmath, Forkel et Bank les classent différemment :
- langues croisilles
- langues kalam-adelbert du Sud
  - langues kalam
  - langues adelbert du Sud
- langues de la côte de rai
- langues kowanes présentées comme des langues madang non classées